# Seznam slovenských hráčů v NHL v sezóně 2014/2015
- Stanley Cup v této sezóně získal Marián Hossa s týmem Chicago Blackhawks.

| Tým                   | Věk | Hráč              | Post | Počet zápasů ZČ | Branky ZČ | Asistence ZČ | Body ZČ | Počet zápasů v play off | Branky v play off | Asistence v play off | Body v play off |
| --------------------- | --- | ----------------- | ---- | --------------- | --------- | ------------ | ------- | ----------------------- | ----------------- | -------------------- | --------------- |
| Chicago Blackhawks    | 35  | Marián Hossa      | F    | 82              | 22        | 39           | 61      | 23                      | 4                 | 13                   | 17              |
| Detroit Red Wings     | 24  | Tomáš Tatar       | F    | 82              | 29        | 27           | 56      | 7                       | 3                 | 1                    | 4               |
| Los Angeles Kings     | 32  | Marián Gáborík    | F    | 69              | 27        | 20           | 47      | Ne                      |                   |                      |                 |
| Los Angeles Kings     | 28  | Andrej Sekera     | D    | 73              | 3         | 20           | 23      | Ne                      |                   |                      |                 |
| Columbus Blue Jackets | 20  | Marko Daňo        | F    | 35              | 8         | 13           | 21      | Ne                      |                   |                      |                 |
| Boston Bruins         | 37  | Zdeno Chára       | D    | 63              | 8         | 12           | 20      | Ne                      |                   |                      |                 |
| New York Islanders    | 38  | Ľubomír Višňovský | D    | 53              | 5         | 15           | 20      | 4                       | 0                 | 2                    | 2               |
| Detroit Red Wings     | 22  | Tomáš Jurčo       | F    | 63              | 3         | 15           | 18      | 7                       | 1                 | 1                    | 2               |
| Toronto Maple Leafs   | 23  | Richard Pánik     | F    | 76              | 11        | 6            | 17      | Ne                      |                   |                      |                 |
| Buffalo Sabres        | 29  | Andrej Meszároš   | D    | 60              | 7         | 7            | 14      | Ne                      |                   |                      |                 |
| Florida Panthers      | 32  | Tomáš Kopecký     | F    | 64              | 2         | 6            | 8       | Ne                      |                   |                      |                 |
| Edmonton Oilers       | 22  | Martin Marinčin   | D    | 41              | 1         | 4            | 5       | Ne                      |                   |                      |                 |
| New York Islanders    | 29  | Jaroslav Halák    | G    | 59              | 0         | 1            | 1       | 7                       | 0                 | 0                    | 0               |

- F = Útočník
- D = Obránce
- G = Brankář